# مات ناغي
مات ناغي (بالإنجليزية: Matt Nagy)‏ هو لاعب كرة قدم أمريكية أمريكي، ولد في 24 أبريل 1978 في دونيلين في الولايات المتحدة.